# Ted Brandsen
Ted Brandsen (Kortenhoef, 1959) is een Nederlands balletdanser, choreograaf en artistiek leider.

## Opleiding en werk
Ted Brandsen is als danser een laatbloeier: in tegenstelling tot wat gebruikelijk is voor beroepsdansers kreeg hij in zijn jeugd geen balletlessen. Hij ging naar het Keizer Karelcollege in Amstelveen en kreeg na zijn middelbareschooltijd een beurs waarmee hij in het schooljaar 1977-1978 kon studeren aan het Hamilton College in Clinton (New York). Hier volgde hij de vakken politieke sociologie, Amerikaanse koloniale geschiedenis, acteren, Engelse literatuur en filmgeschiedenis. Ook kwam hij hier in aanraking met ballet, ging hij lessen volgen en bleek hij talent te hebben.
Van 1978 tot 1981 volgde hij de Scapino Dans Akademie van de Amsterdamse Hogeschool voor de Kunsten. Aansluitend danste hij van 1981 tot 1991 als beroepsdanser bij Het Nationale Ballet, waar hij zich onderscheidde door zijn optredens in werk van hedendaagse choreografen. Vanaf 1985 ging hij zich bezighouden met choreografie in de jaarlijkse choreografieworkshop van Het Nationale Ballet (HNB). Hij creëerde hiervoor meerdere choreografieën, en ging ook voor andere gezelschappen werk maken. In 1991 stopte hij met dansen om zich fulltime te kunnen wijden aan zijn werk als choreograaf. In 1992 maakte hij zijn eerste 'officiële' opdrachtwerk voor HNB, Four Sections, dat in 1992 werd onderscheiden met de Perspectiefprijs, een aanmoedigingsprijs voor jonge kunstenaars. Verschillende werken voor andere (ook internationale) gezelschappen volgden. Voor HNB maakte hij in die jaren tevens Crossing the Border (1993), Blue Field (1995) en Bach Moves (1995).
Van 1998-2001 was Brandsen artistiek directeur van het West Australian Ballet in Perth (Australië). Voor dit gezelschap maakte hij vele werken, waaronder Carmen (2000) en Pulcinella (2001). Begin 2002 keerde Brandsen terug naar Het Nationale Ballet, aanvankelijk in de positie van adjunct artistiek directeur en huischoreograaf. In juli 2003 volgde hij Wayne Eagling op als directeur en artistiek leider. Sinds zijn terugkeer bij HNB creëerde Brandsen onder meer Light Journey (2002), Body (2004), Vuurvogel (2004), Stealing Time (2006) en Hallelujah Junction (2007). Ook werden zijn Australische balletten Carmen en Pulcinella aan het repertoire toegevoegd.
Dankzij de artistieke visie van Brandsen heeft HNB zich sindsdien kunnen ontwikkelen tot een van de meest toonaangevende balletgezelschappen in de wereld. Onder zijn leiding werd het repertoire van het gezelschap vernieuwd, kwamen er meer optredens gespreid door Nederland én op internationale podia, en werden bekende choreografen uitgenodigd om werk te maken voor het gezelschap. Samen met de Nationale Balletacademie richtte hij in 2013 de Junior Company van HNB op, waarin net afgestudeerde dansers klaargestoomd worden voor de beroepspraktijk van een groot gezelschap. In 2013 werd hij eveneens artistiek adviseur van de Nationale Balletacademie.
Werk van Brandsen wordt in Nederland uitgevoerd door gezelschappen als HNB en Introdans. Ook vele buitenlandse gezelschappen hebben werk van hem op het repertoire staan, waaronder het Istanbul Staatsballet, het Ballet-Théâtre de Bordeaux, het Israel Ballet, het DonauBallett, het Nationale Ballet van Portugal, het Amerikaanse Ballet West en Les Ballets de Monte-Carlo. Brandsen maakte ook werk in opdracht van het Fonds Podiumkunsten, het Haagse CaDance Festival, het Holland Dance Festival (Den Haag) en de NOS televisie.
De stichting Positioning Ballet, waarvan Brandsen voorzitter is, heeft een netwerk opgericht waarin meer dan honderd artistiek leiders van balletgezelschappen uit de hele wereld van gedachten wisselen over thema's als de artistieke ontwikkeling van ballet, erfgoed en toekomst, diversiteit, opleiding, en mentale en fysieke gezondheid van balletdansers. Voor deze stichting organiseert hij (samen met HNB) terugkerende conferenties (derde editie in 2023) waarin deze onderwerpen centraal staan.
In 2018 was Brandsen voorzitter van de jury van de prestigieuze Zwitserse dansprijs Prix de Lausanne voor jonge dansers. Naast jurywerk geeft hij ook wereldwijd workshops en masterclasses aan jonge dansers.
Toen na de invasie van Rusland in Oekraïne in 2022 de Russische balletdanseres Olga Smirnova moest vluchten omdat zij zich uitgesproken had tegen de oorlog, haalde Brandsen haar naar Nederland en bood haar een plaats aan als Eerste Solist in HNB.
Voor zijn grote inspanningen om HNB te laten groeien tot de wereldtop werd het Nationaal Balletgala in 2023 opgedragen aan Brandsen.

## Prijzen en onderscheidingen
- 1992 Perspectiefprijs van Stichting Aanmoedigingsfonds voor de Kunsten
- 2002 Dance Award for Choreography (Australië) voor de productie Carmen
- 2014 Prijs van Verdienste van het Dansersfonds '79
- 2017 Duif voor de vrede van de vredesorganisaties PAX
- 2019 Amsterdamprijs voor de Kunst in de categorie 'Bewezen Kwaliteit'
- 2022 Ridder in de Orde van de Nederlandse Leeuw